# Okstindan
Okstindan (v překladu Volské štíty) je pohoří ve středním Norsku v kraji Nordland a okrese Hemnes, jižně od města Mo i Rana. Na západě ho ohraničuje údolí řeky Røssågy, která vytéká z velkého jezera Røssvatnet na jihu. Na východě za údolím leží švédská hranice a za ní rozlehlé pohoří Vindelfjällen, které je chráněno stejnojmennou přírodní rezervací. K severu vybíhá hřbet Rostafjellet, který už spadá do vod Ranfjordu u Mo i Rany.
Nejvyšší vrchol je Oksskolten (1916 m n. m.). Následují Okshornet (1872 m) a Tvillingtinden (1824 m). Co do nadmořské výšky jde o prominentní horskou skupinu, která v širokém okolí nemá konkurenci: na severu ji převyšuje až oblast švédské Padjelanty, na jihu stovky kilometrů vzdálený Dovrefjell. Nejvyšší partie pokrývá ledovec Okstindbreen. Hory patří do systému Skand a jsou budovány velmi starými horninami z období kaledonského vrásnění.
S výjimkou okrajových údolí jsou Okstindan prakticky neobydlené, pod ledovcem ale najdeme chatu Leirbotnhytta.